# FDRTools
FDRTools (aktuell: FDRTools 2.4.0) ist eine spezielle HDR-Software zum Erstellen von HDR-Bildern. Die Software entwickelte Andreas Schömann (AGS Technik) für die Betriebssysteme Mac OS X und Windows.

## Bezeichnung

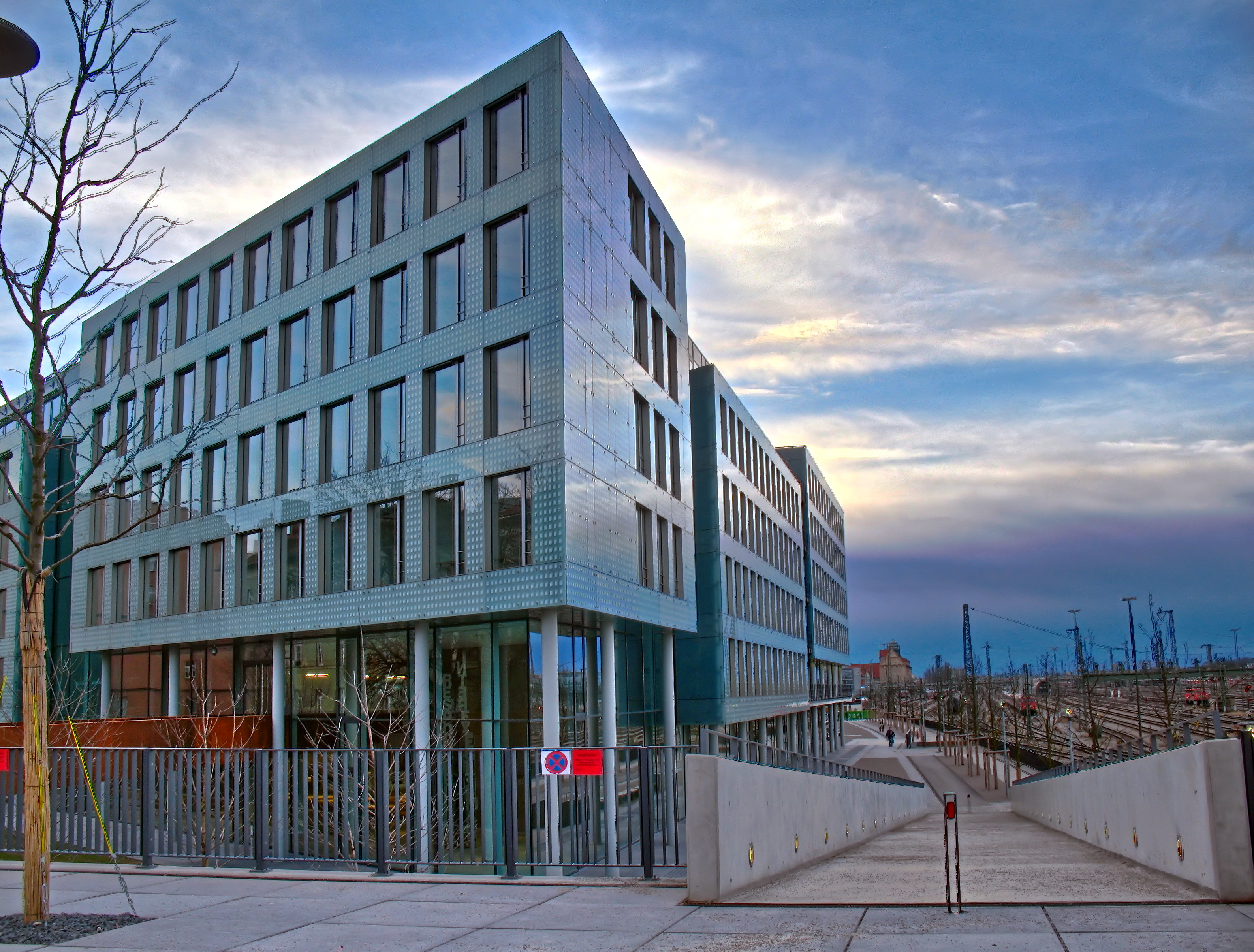
München, Hackerbrücke mit FDRTools

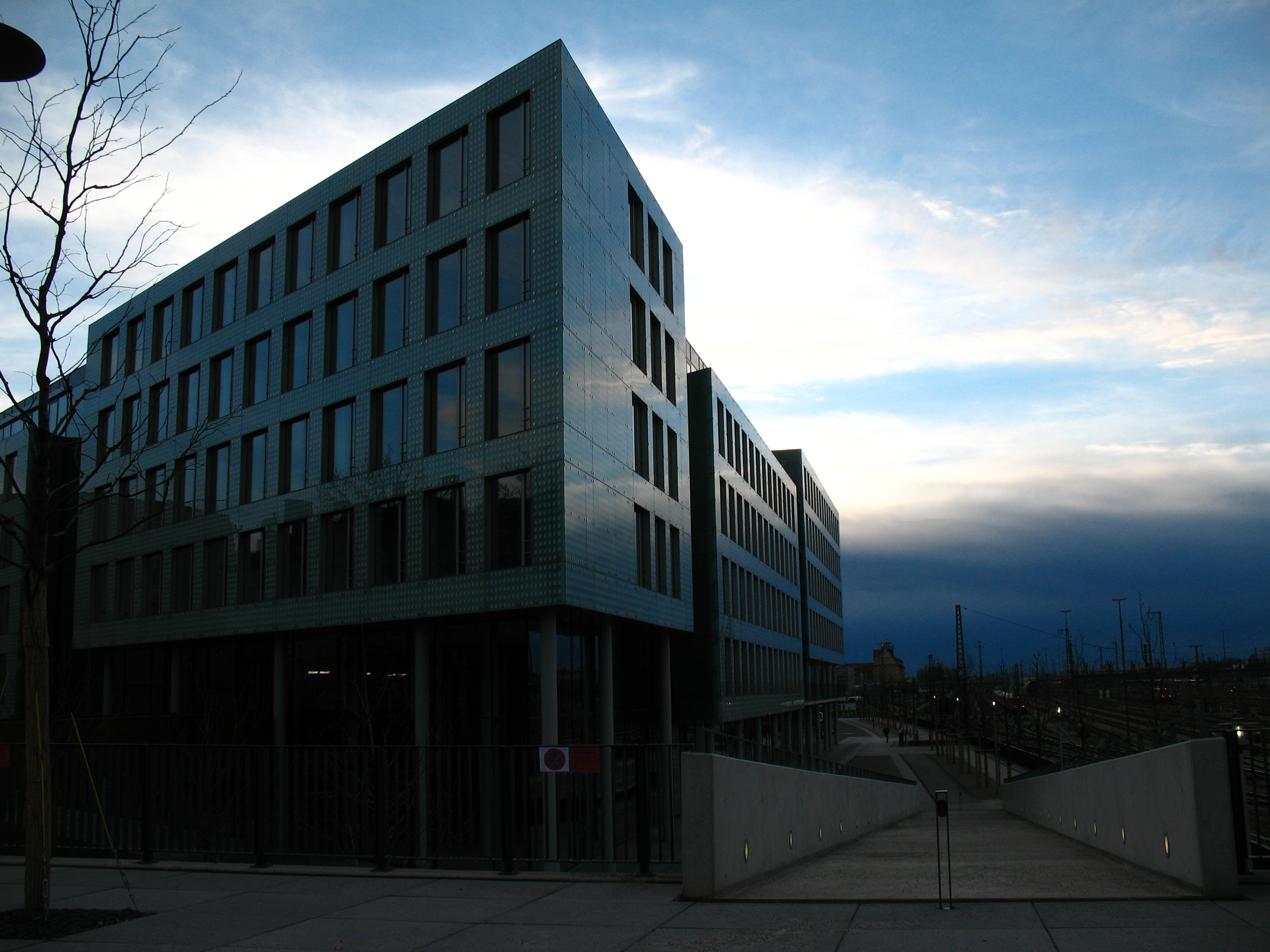
München, Hackerbrücke (Normalbelichtung)

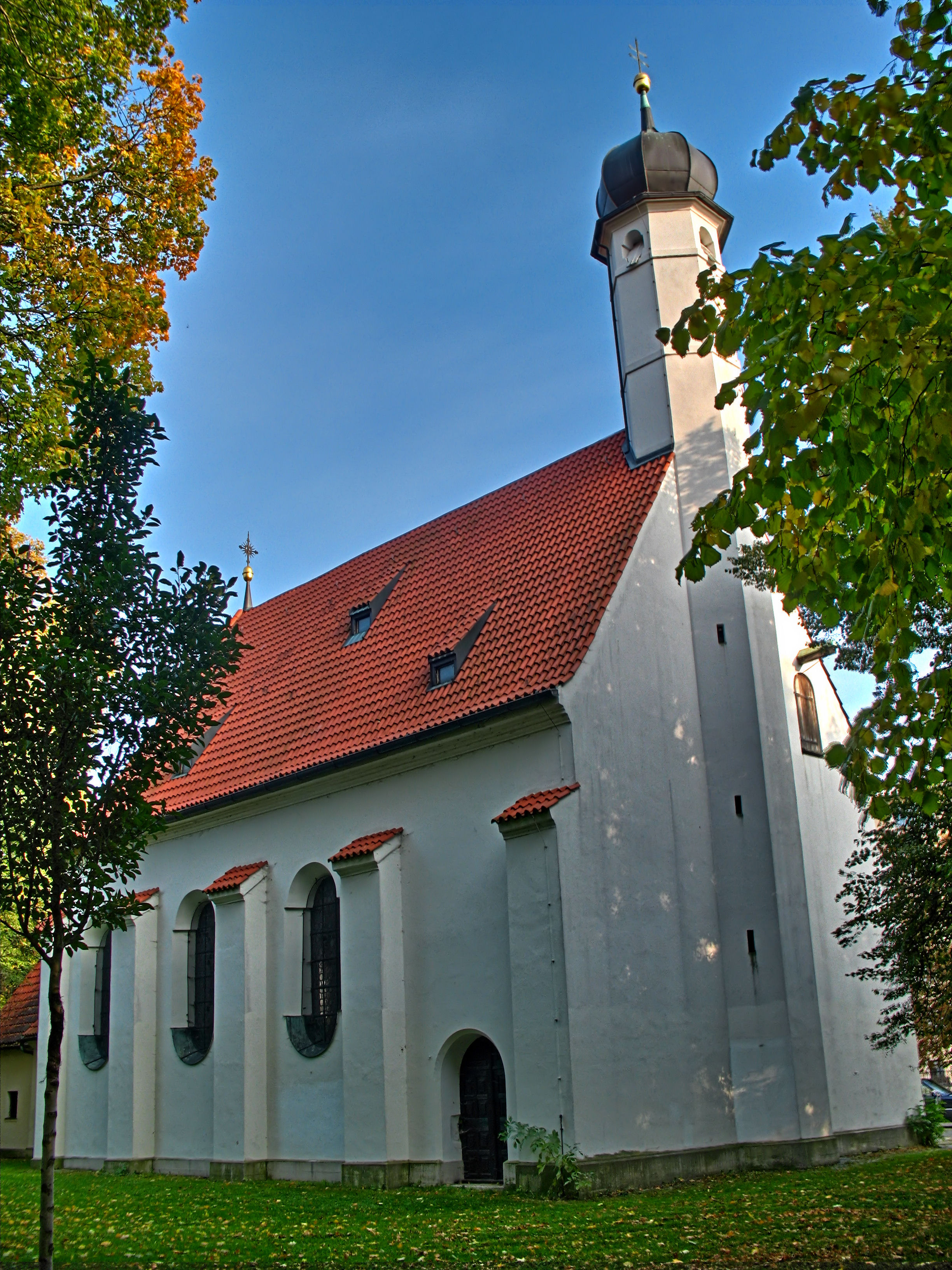
München, St. Nikolai mit FDRTools

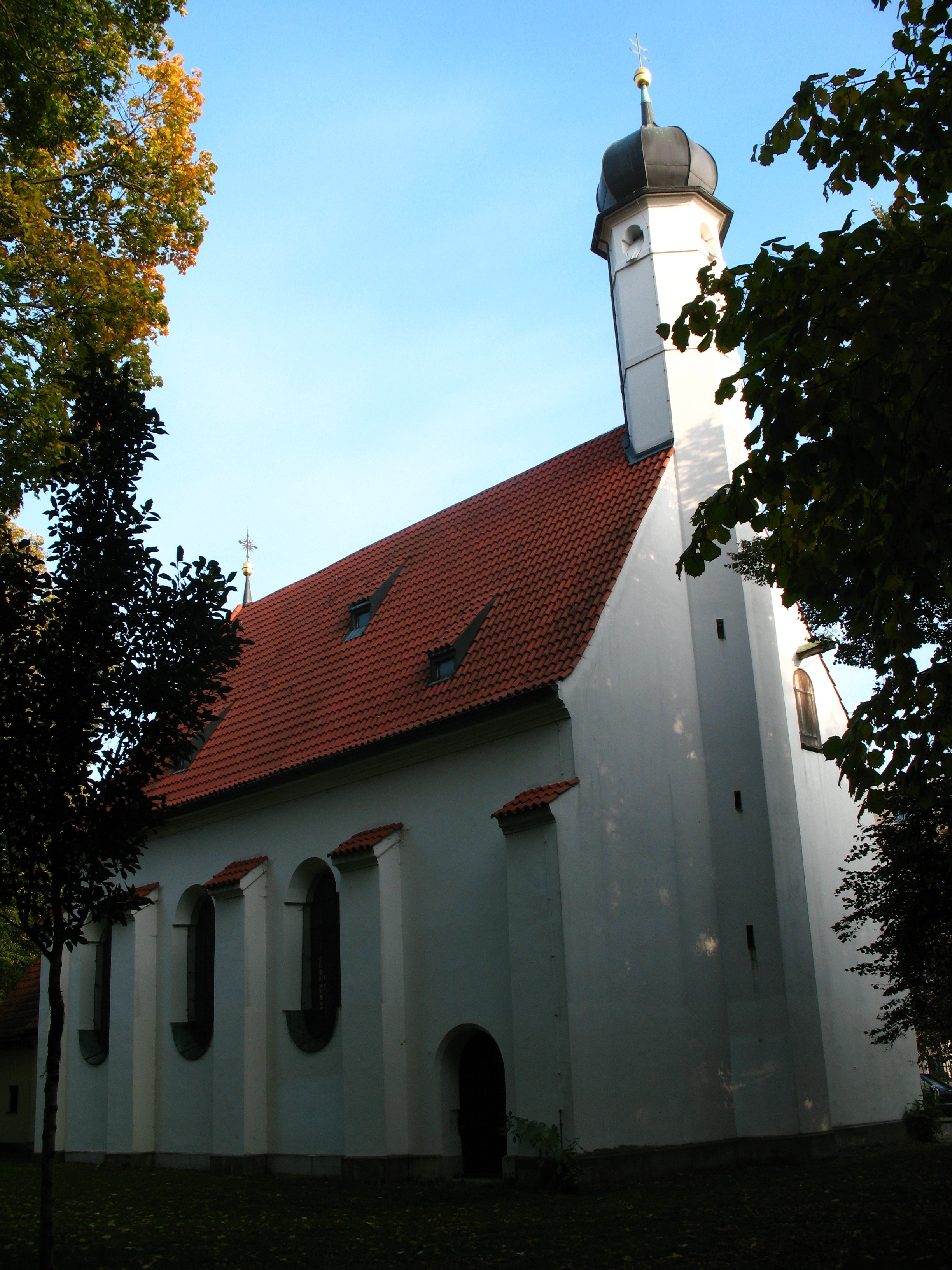
München, St. Nikolai (Normalbelichtung)

Der Name leitet sich aus der englischsprachigen Abkürzung für Full Dynamic Range Tools ab. Auf Deutsch etwa: Voller Dynamikumfang-Werkzeuge.

## Versionen
- Eine funktionsmäßig reduzierte Version kann unter der Bezeichnung FDRTools Basic als Freeware heruntergeladen werden.[1]

- Die Vollversion ist als zeitlich unbegrenzt nutzbare Testversion herunterladbar. Allerdings wird das erzeugte Bild mit einem wahrnehmbaren Wasserzeichen versehen.[2]

- Außerdem bietet der Hersteller einen FDRCompressor Plug-In für Adobe Photoshop CS2/3/4 und dazu kompatiblen Programmen an. Auch dieses wird als voll funktionsfähige Testversion angeboten. Hier wird gleichfalls ein Wasserzeichen in die erstellten Bilder eingefügt.[3]

## Funktionen
Wie andere HDR/FDR-Graphiksoftware (z. B. Photomatix, EasyHDR, HDR Shop) versucht das Programm bestimmte Nachteile besonders der digitalen Fotografie zu beseitigen. Viele Bilder leiden darunter, dass sie den Kontrast- und Dynamikumfang des realen Motivs nur unzulänglich darstellen können. Das bedeutet, dass bestimmte Bereiche überbelichtet (Weiß, mit wenig Konturen) und andere Bereiche unterbelichtet (Schwarz, mit wenig Konturen) sind.
Diesem Mangel wird dadurch begegnet, dass mehrere, unterschiedlich stark über- oder unterbelichtete Aufnahmen (Belichtungsreihe) per Exposure Blending zu „einem Gesamtbild“ komponiert werden. Überbelichtete Aufnahmen durchzeichnen die dunklen Stellen und unterbelichtete Bilder durchzeichen die hellen Stellen.
Außerdem ist FDRTools in der Lage, leicht verwackelte Aufnahmen bei Serienbelichtungen zu korrigieren.

## Vergleich: HDR-Aufnahme vs. Normalbelichtung
Links bzw. oben das HDR-Bild, rechts bzw. unten das standardbelichtete Bild.

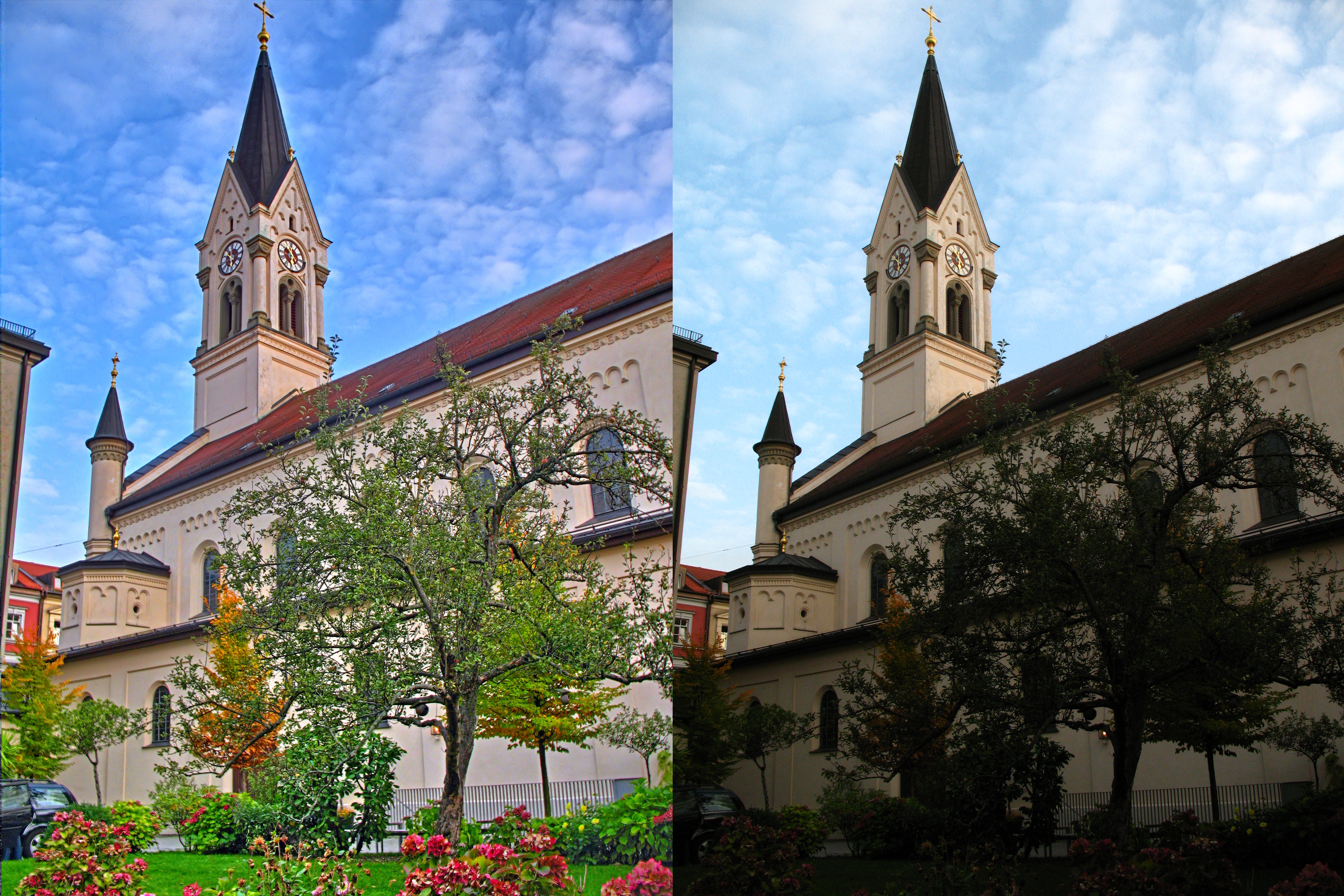
München, St. Benedikt
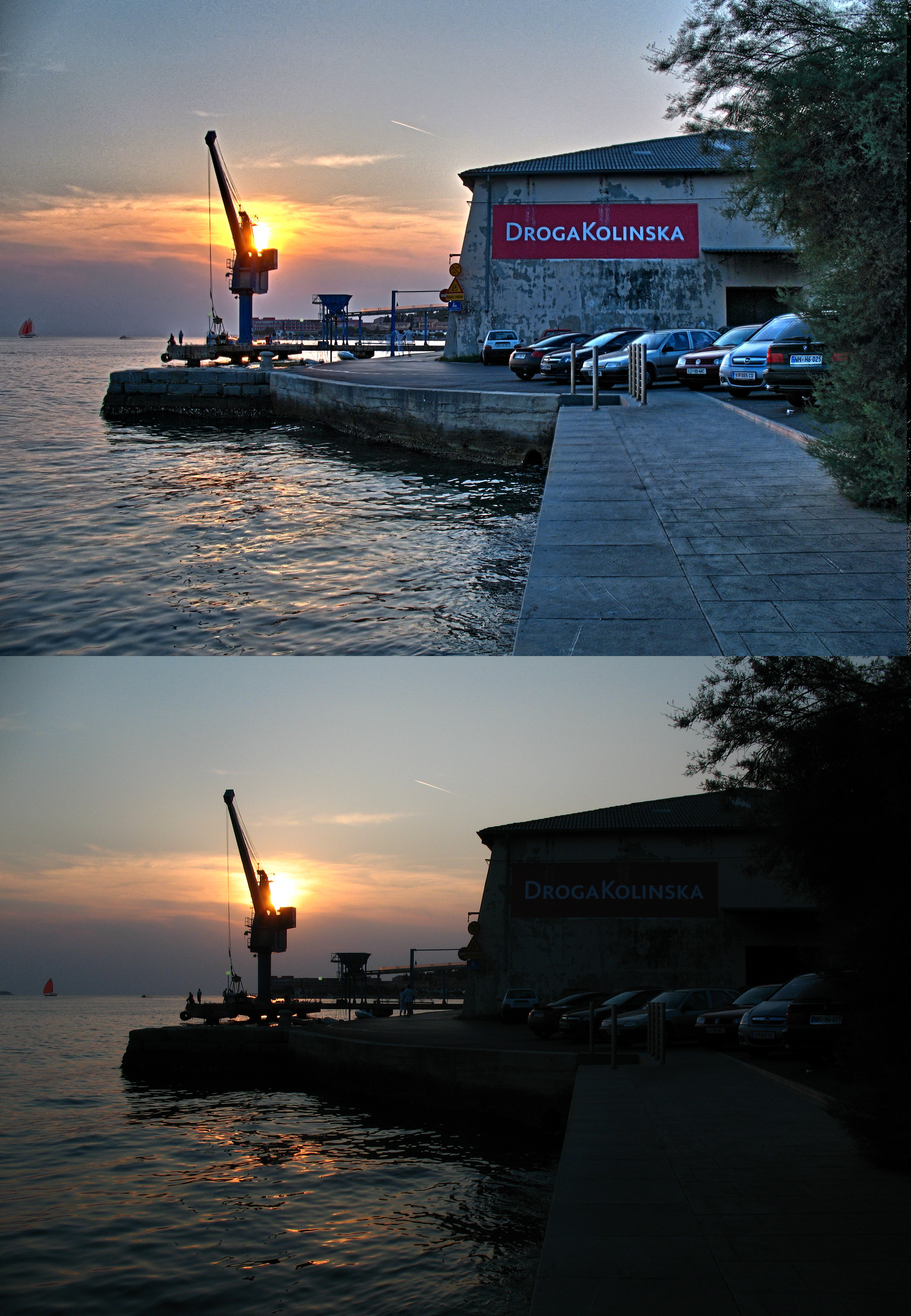
Slowenien, Portorose
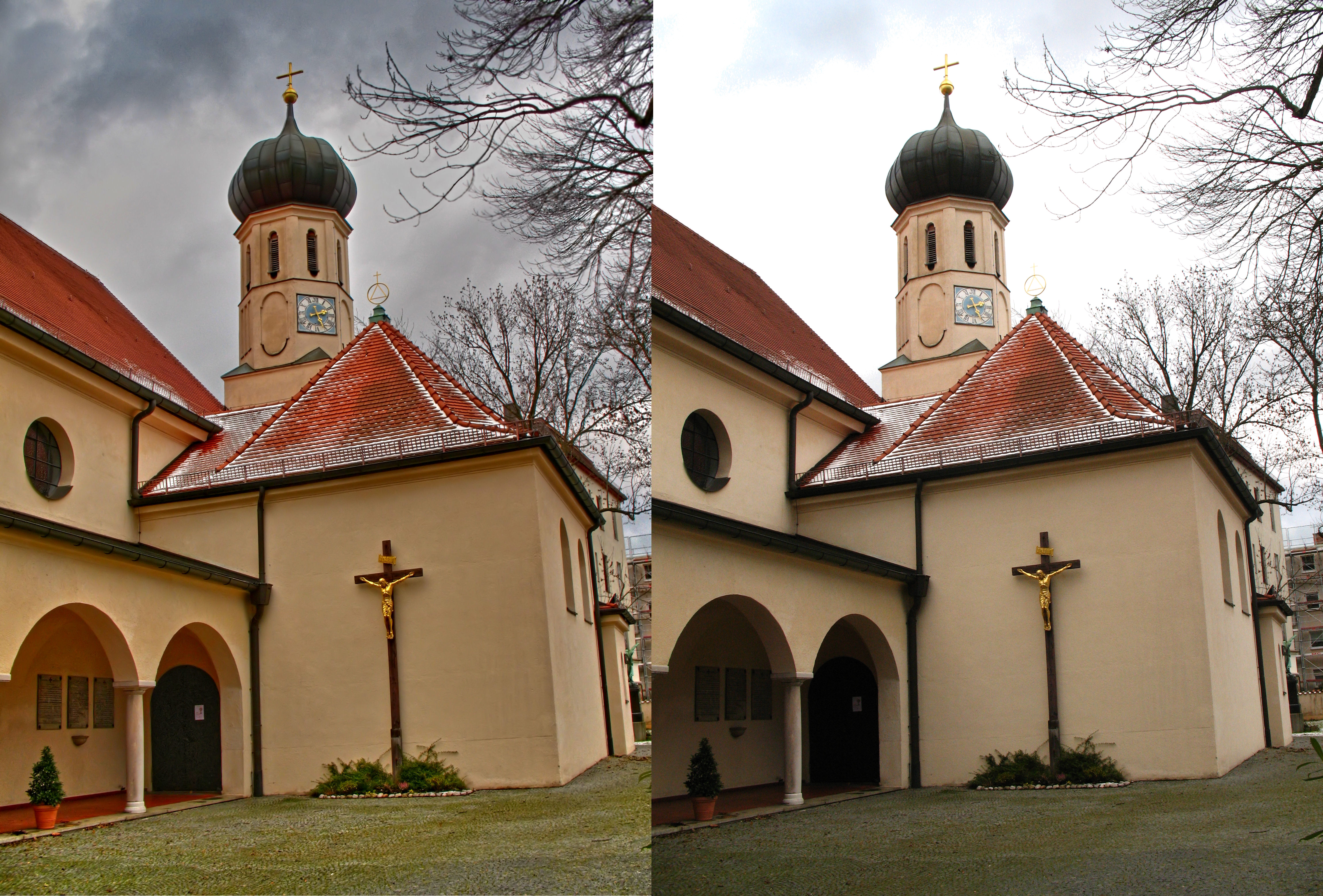
St. Ulrich, München
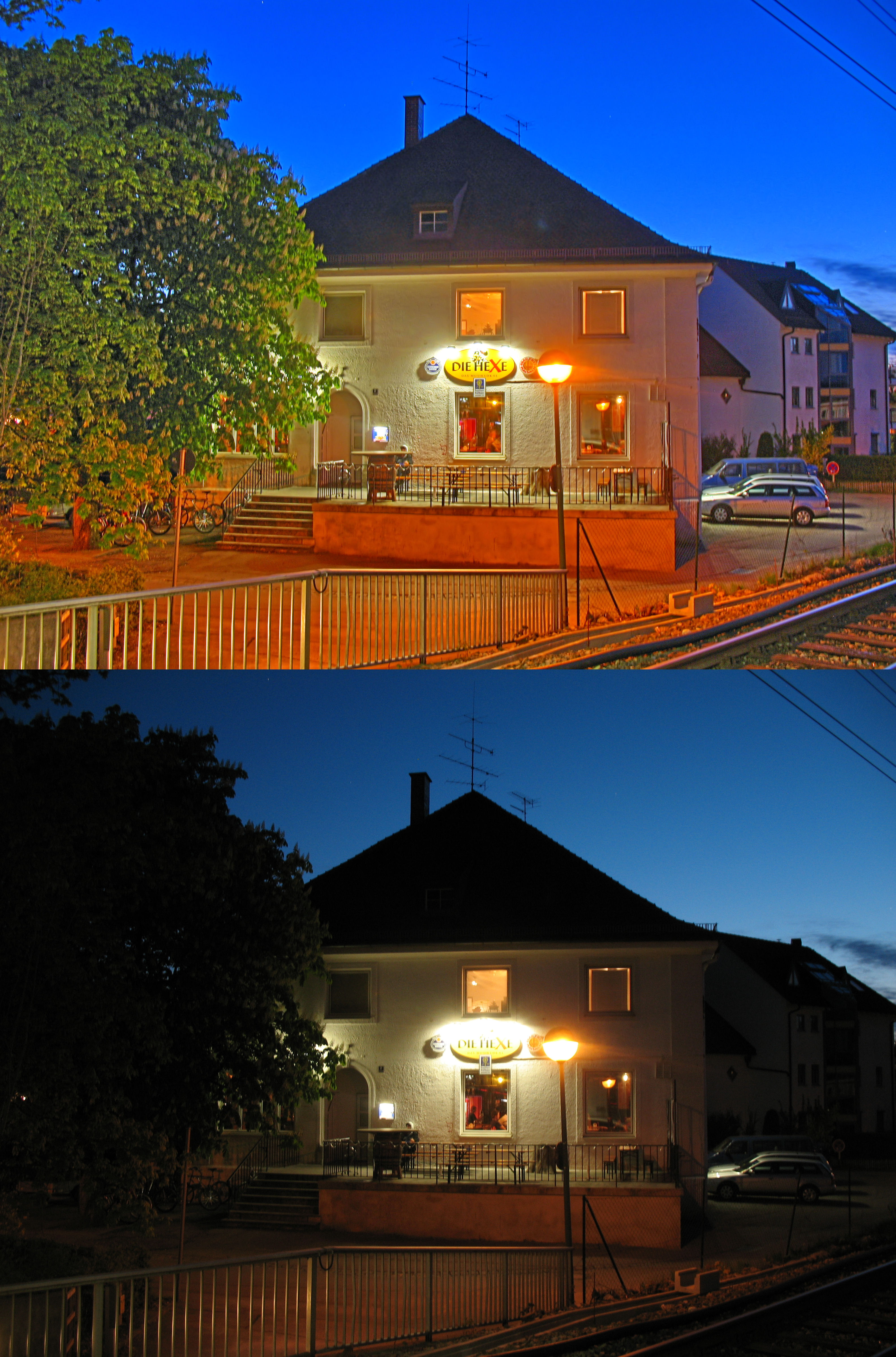
Gröbenzell, Gaststätte
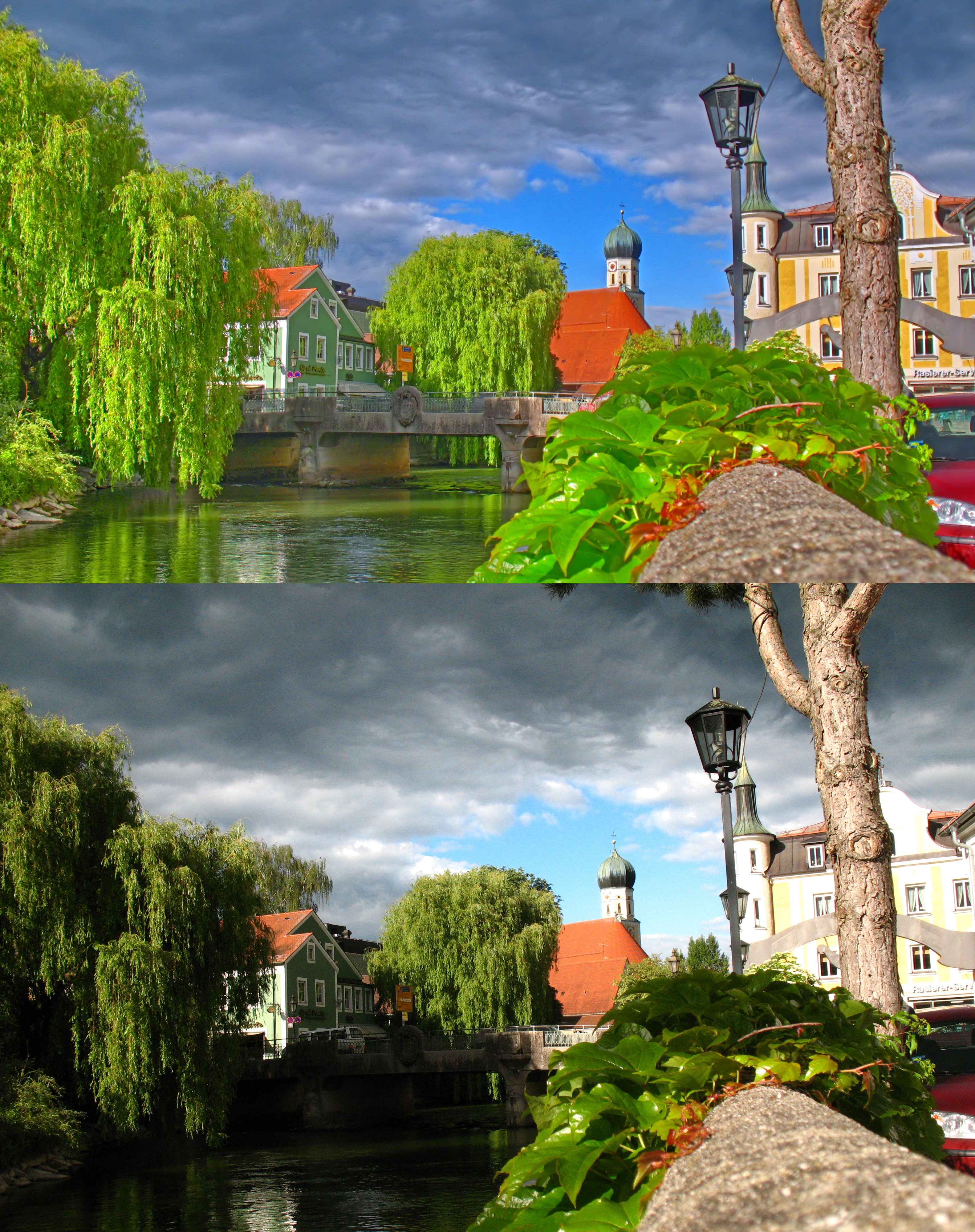
Fürstenfeldbruck, Amper